# Gawcott
Gawcott is een plaats in het bestuurlijke gebied Aylesbury Vale, in het Engelse graafschap Buckinghamshire met 706 inwoners.
De plaats maakt deel uit van de civil parish Gawcott with Lenborough.

## Geboren in Gawcott
- George Gilbert Scott (1811-1878), architect